# Радерфорд, Джок
Джон (Джок) Радерфорд (англ. John (Jock) Rutherford; 12 октября 1884 — 21 апреля 1963), также известен как Джеки Радерфорд (англ. Jackie Rutherford) — английский футболист, играл на позиции крайнего нападающего.
Выступал за сборную Англии. Часть карьеры пришлась на годы Первой мировой войны. Провёл больше всего игр в своей карьере за «Ньюкасл Юнайтед» — 334.

## Достижения
«Ньюкасл Юнайтед»
- Чемпион Англии: 1905, 1907, 1909
- Обладатель Кубка Англии: 1910
- Финалист Кубка Англии: 1908, 1911